# Bryan Konietzko
Bryan Konietzko (1º giugno 1975) è uno sceneggiatore e produttore cinematografico statunitense.
È uno dei due co-creatori nonché produttore esecutivo della serie animata di successo Avatar - La leggenda di Aang e del suo sequel La leggenda di Korra.

## Biografia
Ha lavorato come designer di personaggi presso lo studio Film Roman per la serie I Griffin e come assistente alla regia per le serie Mission Hill e King of the Hill. È stato inoltre uno degli artista di storyboard e direttore artistico per la serie animata della Nickelodeon Invader Zim.
Konietzko si è diplomato alla Roswell High School di Roswell, Georgia, a nord di Atlanta, per poi ottenere una laurea in Illustrazione alla Rhode Island School of Design nel 1998.
Nel settembre 2018, è stato annunciato che Konietzko e Michael Dante DiMartino sarebbero stati produttori esecutivi e showrunner per il remake live-action di Avatar - La leggenda di Aang di Netflix, ma si sono licenziati per divergenze creative.
Attualmente vive a Los Angeles.